# آرتور فرانسیس بودینگتون
آرتور فرانسیس بودینگتون (انگلیسی: Arthur Francis Buddington; ۲۹ نوامبر ۱۸۹۰ – ۲۵ دسامبر ۱۹۸۰) دانشمند در زمینه زمین‌شناسی اهل ایالات متحده آمریکا بود. پس جنگ جهانی اول در مؤسسه کارنگی برای علوم، بودینگتون در پرینستون مستقر شد، جایی که نزدیک به ۴۰ سال در انجا تدریس می‌کرد.

## زندگی
او ۲۹ نوامبر ۱۸۹۰ در ویلمینگتون، دلاور متولد شد، در همان‌جا بزرگ شد و در دانشگاه براون و دانشگاه پرینستون تحصیل کرد. وی از سال ۱۹۳۶ تا ۱۹۵۰ ریاست گروه زمین‌شناسی را بر عهده داشت. در یک دوره کار طولانی با سازمان زمین‌شناسی ایالات متحده (USGS) همکاری داشت و کارهای میدانی را برای آژانس در آلاسکا، اورگان و شمال شرقی ایالات متحده انجام می‌داد و سالها فعالیت در USGS جایزه خدمات برجسته وزارت امور خارجه آمریکا را برای وی به ارمغان آورد.